# Eugenio Isnaldo
Eugenio Horacio Isnaldo (Rosario, 7 gennaio 1994) è un calciatore argentino, centrocampista dell'Orihuela.

## Caratteristiche tecniche
È un esterno sinistro.

## Carriera
Cresciuto nelle giovanili del Newell's Old Boys, ha esordito il 21 febbraio 2013 in occasione del match di Coppa Libertadores perso 2-1 contro il Deportivo Lara.

## Statistiche

### Presenze e reti nei club
Statistiche aggiornate al 28 luglio 2018.
| Stagione        | Squadra            | Campionato      | Campionato | Campionato | Coppe nazionali | Coppe nazionali | Coppe nazionali | Coppe continentali | Coppe continentali | Coppe continentali | Altre coppe | Altre coppe | Altre coppe | Totale | Totale | Totale |
| Stagione        | Squadra            | Comp            | Pres       | Reti       | Comp            | Pres            | Reti            | Comp               | Pres               | Reti               | Comp        | Pres        | Reti        | Pres   | Reti   |        |
| --------------- | ------------------ | --------------- | ---------- | ---------- | --------------- | --------------- | --------------- | ------------------ | ------------------ | ------------------ | ----------- | ----------- | ----------- | ------ | ------ | ------ |
| 2012-2013       | Newell's Old Boys  | PD              | 3          | 0          | CA              | 1               | 0               | CL                 | 2                  | 0                  |             | -           | -           | 6      | 0      |        |
| 2013-2014       | Newell's Old Boys  | PD              | 10         | 0          | CA              | 1               | 0               | CL                 | 0                  | 0                  |             | -           | -           | 11     | 0      |        |
| 2014            | Newell's Old Boys  | PD              | 5          | 0          |                 | -               | -               |                    | -                  | -                  |             | -           | -           | 5      | 0      |        |
| 2015            | Defensa y Justicia | PD              | 20         | 3          | CA              | 2               | 0               |                    | -                  | -                  |             | -           | -           | 22     | 3      |        |
| 2016            | Defensa y Justicia | PD              | 12         | 1          | CA              | 1               | 2               |                    | -                  | -                  |             | -           | -           | 13     | 3      |        |
| 2016-2017       | Newell's Old Boys  | PD              | 16         | 0          | CA              | 1               | 0               |                    | -                  | -                  |             | -           | -           | 17     | 0      |        |
| Totale Newell's | Totale Newell's    | Totale Newell's | 34         | 0          |                 | 3               | 0               |                    | 2                  | 0                  |             | -           | -           | 39     | 0      |        |
| 2017-2018       | Asteras Tripolīs   | SL              | 18         | 0          | CG              | 1               | 0               |                    | -                  | -                  |             | -           | -           | 19     | 0      |        |
| Totale carriera | Totale carriera    | Totale carriera | 84         | 4          |                 | 7               | 2               |                    | 2                  | 0                  |             | -           | -           | 93     | 6      |        |

## Palmarès

### Club

#### Competizioni internazionali
- Coppa Sudamericana: 1

Defensa y Justicia: 2020
- Recopa Sudamericana: 1

Defensa y Justicia: 2021